# Менид
Менид (др.-греч. Μενίδας), также Менет, Менойт (др.-греч. Μενοίτας), — македонский военачальник, участник Восточного похода Александра Македонского и войн диадохов.
Сведения о жизни Менида отрывочны, а его имя предполагает несколько вариантов написания, в связи с чем в историографии присутствует мнение о существовании нескольких лиц с именами Менет и Менид. В битве при Гавгамелах 331 года до н. э. он руководил отрядами наёмной конницы на правом фланге, которым была поручена важная задача во время сражения. После смерти Александра Македонского Менид поступил на службу к диадоху Пифону.

## Биография
Первое упоминание персонажа относится к 332/331 году до н. э., когда войско Александра Македонского находилось в Египте. Арриан писал, что Менет, сын Гегесандра, привёл в Мемфис 400 эллинов-наёмников. Ещё И. Г. Дройзен отождествил Менета, сына Гегесандра, с одним из военачальников битвы при Гавгамелах Менидом. Данное мнение, хоть и признаётся вероятным, не является общепризнанным. Так, Г. Берве отмечал, что Менет или Менойт упоминается Диодором Сицилийским как соратник сатрапа Мидии Пифона во время войн диадохов. На этом основании историк выступил против отождествления Менида и Менета. В. Хеккель, напротив, считал их тождественность возможной.
Современные историки также отмечают, что Арриан не уточнил, были ли наёмники, которых привёл в Мемфис Менид, всадниками или пешими воинами. Однако отряд в 400 пеших воинов не представлял существенного значения для всего войска. Соответственно, по общепринятому в историографии мнению, речь шла о всадниках, раз античные историки особо обратили внимание на это подкрепление.
В битве при Гавгамелах 331 года до н. э. конница наёмников Менида, которая состояла из нескольких отрядов общей численностью около 400 всадников, располагалась во второй линии правого фланга за гетайрами. Согласно приказу Александра, в случае манёвра персов по окружению основных сил македонян Мениду следовало развернуть свой отряд и принять бой. Во время сражения, когда персидская конница попыталась совершить соответствующий манёвр, Александр отправил всадников Менида ей наперерез. Однако Менид, вследствие несопоставимости сил, был вынужден отступить. Тогда Александр направил ему на помощь отряды продромов Ареты, пеонов Аристона и пеших наёмников, которые ценой больших потерь сумели остановить персов и расстроить их ряды.
На следующих этапах сражения, согласно Квинту Курцию Руфу, Менид «то ли по собственному решению, то ли по приказанию царя» постарался не допустить разграбления обоза, к которому прорвались персы, обойдя левый фланг македонян. Однако попытка оказалась тщетной, так как под натиском кавказцев и скифов Менид был вынужден отступить, «так и не отомстив за урон, а лишь засвидетельствовав его». В ходе сражения Менид был тяжело ранен персидской стрелой.
В 330 году до н. э. Менид в числе других военачальников находился рядом с Парменионом в Экбатане, в то время как основное войско Александра продолжило поход. Командование отрядом конницы наёмников Менида было передано Филиппу, сыну Менелая. Вскоре, когда основное войско македонян находилось во Фраде, Александр приказал арестовать сына Пармениона командира гетайров Филоту по обвинению в организации заговора. После казни Филоты Александр решил также устранить его отца и, согласно Арриану, отослал гонца к Ситалку,  Клеандру и Мениду с приказом убить Пармениона. Вместе военачальники организовали убийство Пармениона, который участвовал в завоевательных походах македонских войск ещё до рождения Александра. При Филиппе II он был одним из главных советников македонского царя.
К основному войску Менид вновь присоединился в 329/328 году до н. э. в Зариаспе, куда он прибыл вместе с Эпокиллом и Птолемеем с подкреплениями в четыре тысячи пеших воинов и тысячу всадников. Зимой следующего 328/327 года до н. э. Александр Македонский отправил Менида из Навтаки вместе с Эпокиллом и Сополидом в Македонию, чтобы набрать пополнение для войска.
Менид не успел выполнить поручение Александра до начала Индийского похода и дожидался царя в Вавилоне. Когда Александр был при смерти, Менид, согласно Арриану, вместе с другими приближёнными царя обратился в храм Сераписа с мольбой о помощи. Там он даже прошёл необходимый ритуал инкубации.
Предположительно, после смерти Александра Менид поступил на службу к сатрапу Мидии Пифону. В 316/315 году до н. э. Антигон обвинил Пифона в подготовке заговора и казнил, после чего назначил новым сатрапом Мидии Оронтобата. Оронтобат из лагеря Антигона отправился в Мидию в сопровождении стратега Гиппострата с войском в 3500 наёмников.
Друзья Пифона, наиболее заметными из которых были Мелеагр и Менид, собрали отряд из бывших сторонников Пифона и Эвмена в 800 всадников и подняли восстание. Они опустошали земли Мидии и даже смогли совершить успешный налёт на лагерь Гиппострата и Оронтобата. Возможно, во время этого сражения Гиппострат погиб. Вскоре восстание было подавлено. Учитывая, что Менид не упомянут в числе погибших повстанцев, возможно, что он либо бежал, либо попал в плен и продолжил службу в войске Антигона. Дальнейшая судьба Менида неизвестна.

### Исследования
- Дройзен И. Г. История эллинизма. История Александра Великого. — М.: Академический Проект, 2011. — 623 с. — (Технологии истории). — ISBN 978-5-8291-1304-9.
- Нефёдкин А. К. Конница эпохи эллинизма. — СПб.: Издательство РГПУ им. А. И. Герцена, 2019. — 784 с. — (Historia Militaris). — ISBN 978-5-8064-2707-7.
- Шахермайр Ф. Александр Македонский. — Ростов н/Д.: Феникс, 1997. — 576 с. — ISBN 5-85880-313-Х.
- Billows R. Antigonos the One-eyed and the Creation of the Hellenistic State (англ.). — Berkeley; Los Angeles; London: University of California Press, 1997. — ISBN 0-520-20880-3.
- Hamilton J. R. Three Passages in Arrian (англ.) // The Classical Quarterly. — Cambridge University Press, 1955. — No. 3/4. — P. 217—221. — JSTOR 637395.
- Heckel W. Who's Who in the Age of Alexander and his Successors. From Chaironea to Ipsos (338—301 BC) (англ.). — Barnsley: Greenhill Books, 2021. — 554 p. — ISBN 978-1-78438-648-1.